# Oláh Gusztáv (orvos)
Lanzséri és talmácsi Oláh Gusztáv László Gyula (Eperjes, 1857. január 10. – Budapest, 1944. január 31.) orvosdoktor, elmegyógyintézeti igazgató. Fodor Róza festőművésznő férje, Oláh Gusztáv rendező apja.

## Élete
Oláh László ügyvéd és Burchard-Bélaváry Otilia fia. Már kétéves korában teljesen árván maradt; nagybátyja Burchard-Bélaváry Konrád nevelte. A középiskolát Egerben, az orvosi egyetemet Bécsben végezte. 1881-ben szerzett orvosdoktori oklevelet. 1881-től a lipótmezei elmegyógyintézet orvosa, 1889-től az angyalföldi elmegyógyintézet-, 1910-től pedig a lipótmezei elmegyógyintézet igazgató főorvosa, 1925-ben vonult nyugdíjba. Az igazságügyi orvosi tanács tagja, a párizsi Société Medico-Psychologique levelező tagja, a budapesti királyi törvényszék orvosa, a Magyar Elmeorvosok Egyesületének elnöke, az Elmevédelmi Liga alapítója volt. 1916. miniszteri tanácsossá lépett elő, majd nyugalomba vonulásakor h. államtitkári rangra emelkedett és az elmebetegügyek országos miniszteri biztosa lett. 1926. az Egészségügyi Tudományos Tanács alelnökévé nevezték ki.
A Zeitschrift für Psychiatrie und Neurologie társkiadója.

## Írásai
Cikkei a Természettudományi Közlönyben (1883. Az ízomérzetekről, 175. füz. A szervérzetekről, 1885. Koponya és lélektan); az Orvosi Hetilapban (1835. Koponya és lélektan, 1886. A tanuló ifjuság elmebetegségeiről, Adatok az elmebetegségek physikalis tüneteihez, A hűdéses butaság előző és bekezdő szakához); a demographiai congressus 1886. kiadványában (De causes socio-biologique de la, démene paralitique); a Közegészségügyi Szemlében (1889. A társadalom physiologiája, előadás); a Nemzeti Nőnevelésben (1893. A tanuló leányok elmebeli gyöngélkedése, előadás); a Klinikai Füzetekben (1894. Defect elméjű kalandorok); a Gyógyászatban (1899. Ujabb vizsgálati módszerek az elmekórtanban); a Psych. Wochenschriftben (1899. Baulich-psychotherapeutische Grundprinzipien bei Errichtung einer modernen Irrenanstalt, magyarúl a Gyógyászatban, Zur Frage der Grösse und Benennung der Irrenanstalten); a Ritti Comptes Rendus-jében (1900. Passage entre la vie ordinaire et la maison d'aliénés, előadás a párisi elmeorvosi congressuson); a Vasutban (1903. A traumás neurosis, előadás); a Ribol, IV. Congrés int. de psychologie cz. munkájában (Partielle Bewustlosigkeit mit totaler Amnesie, előadás); a m. orvosok 1897. trencséni vándorgyűlésén (Az elmebuvárlat jövő utai, előadás).

## Munkái
- A lángész és az elmekór. Két előadás. Budapest, 1885, abrával (Népszerű természettudományi előadások gyűjteménye 47.)
- Az elmebetegápolás, különös tekintettel Magyarország elmebetegügyére. Közalkalmazásban levő orvosok számára. Budapest, 1889
- Az elmebetegek jogvédelméről. Budapest, 1898 (M. Jogászegyleti Értekezések XVI. 2.)
- Az elmebetegségek orvoslása. Budapest, 1903